# Tube Chair
La Tube chair è una seduta progettata dal designer italiano Joe Colombo nel 1969 e attualmente prodotta dall'azienda italiana Cappellini Cap Design s.p.a. . Si tratta di uno dei primi e più famosi esperimenti di modularità e flessibilità applicati all'arredamento e uno dei più rilevanti oggetti di disegno industriale degli anni sessanta e del design italiano. La poltrona fa parte della collezione permanente di diversi musei fra cui il Triennale Design Museum di Milano, il MoMA e il Metropolitan Museum of Art di New York.

## Contesto
La seduta nasce in un periodo di forte cambiamento e rivoluzione nella storia della progettazione e incarna pienamente lo spirito creativo, libero e spregiudicato degli anni sessanta. In questo elemento d'arredo s'incarna completamente la filosofia anticonformista di Joe Colombo, autodefinitosi "anti-designer"; il concetto di seduta viene completamente destrutturato: schienale e sedile hanno la stessa forma e ogni elemento è intercambiabile a discrezione di chi la utilizza. La seduta prende quindi del tutto le distanze con il design razionalista italiano e abbraccia pienamente una nuova corrente di pensiero che stava esplondendo proprio in quegl'anni nel Bel Paese: il design radicale.

## Descrizione del prodotto
Si tratta di una poltrona componibile formata da quattro moduli cilindrici cavi di diverse dimensioni che possono essere posizionati a piacere al fine di ottenere una seduta idonea alla posizione pensata dall'uttilizzatore. L'imballaggio è pensato per minimizzare al meglio gli ingombri; la poltrona, infatti, si presenta con i quattro moduli uno dentro l'altro; una volta sfilati i moduli e posizionati nel punto desiderato, questi vengono fissati attraverso dei ganci. Originariamente i cilindri venivano venduti all'interno di un sacco in tela chiudibile con una corda (come quella dei sacchi a pelo) al fine di poterla trasportare ovunque. La seduta non solo permette una notevole personalizzazione (unendo più poltrone si possono ottenere anche soluzioni molto articolate) ma coinvolge anche l'utilizzatore nella creazione della stessa, aumentando il rapporto di affinità fra l'oggetto e l'indivuduo ma anche fra quest'ultimo e l'ambiente in cui vive.

### Caratteristiche tecniche
Tube Chair è composta da quattro cilindri concentrici (cavi) di diverso diametro, realizzati in PVC e imbottiti in gommapiuma a sua volta rivestita in tessuto elastico o similpelle pelle, i tubi vengono assemblati fra loro tramite dei ganci a morsetto.

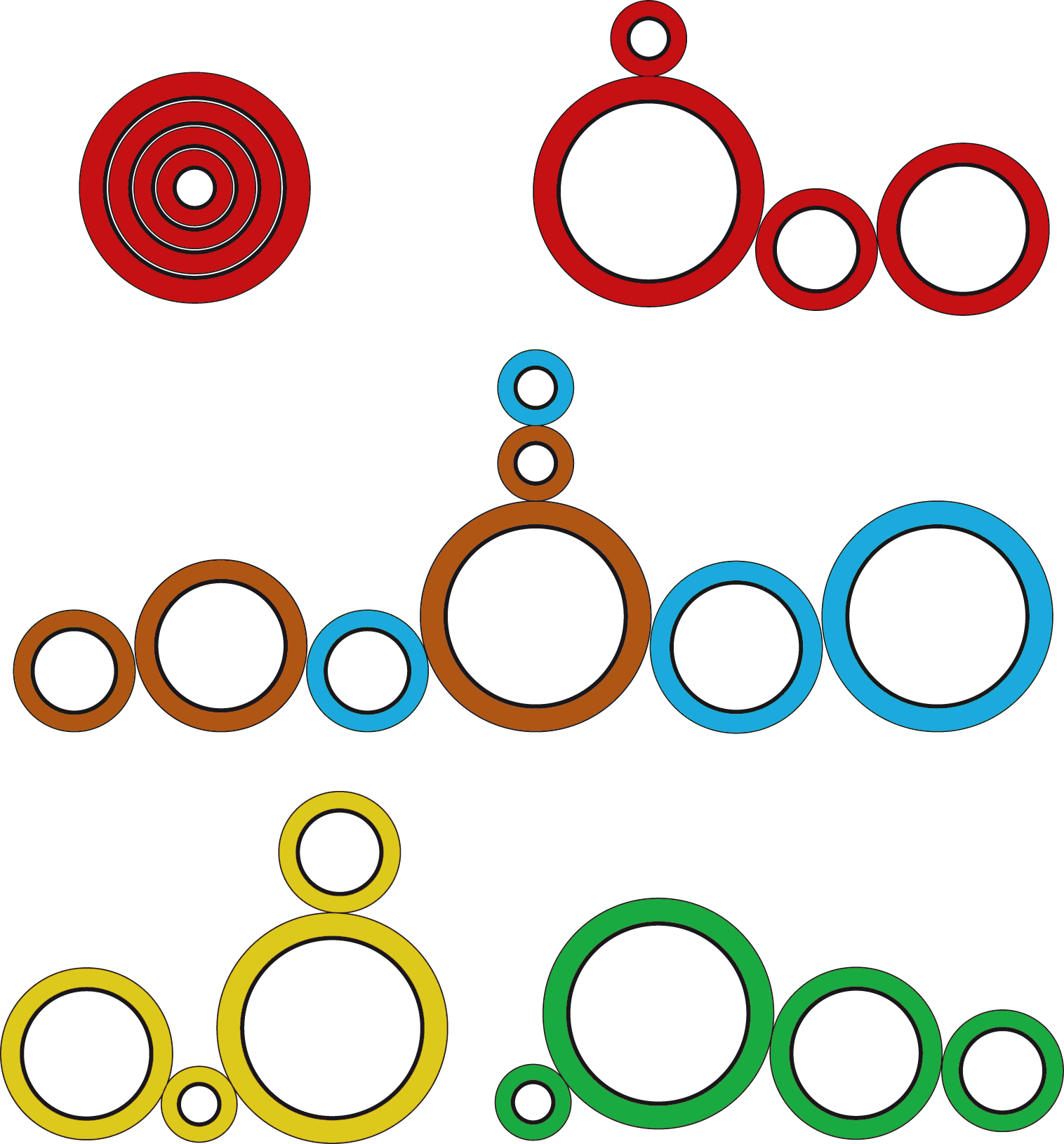
alcuni esempi di diverse combinazioni possibili

| larghezza cilindri  | 620 mm |
| diametro cilindro 1 | 460 mm |
| diametro cilindro 2 | 360 mm |
| diametro cilindro 3 | 280 mm |
| diametro cilindro 4 | 170 mm |